# Baudhgarh
Baudhgarh (alternativt Baudh eller Boudh) är en stad i den indiska delstaten Odisha, och är huvudort för ett distrikt med samma namn. Folkmängden uppgick till 20 424 invånare vid folkräkningen 2011. Baudhgarh var från 1874 huvudstad i en brittisk hinduisk vasallstat.